# Basket Landes
Basket Landes ist ein französischer Basketballverein für Frauen, der in der höchsten französischen Spielklasse Ligue Féminine de Basketball (LFB) spielt und an europäischen Wettbewerben teilnimmt. Der Verein ist in der Stadt Mont-de-Marsan ansässig; sein Ursprung ist aber mit dem Dorf Eyres-Moncube verbunden. Seit September 2015 werden die Heimspiele im Espace François-Mitterrand in Mont-de-Marsan ausgetragen.

## Geschichte
Die Wurzeln von Basket Landes liegen in Eyres-Moncube, einem Dorf mit etwa 350 Einwohnern, das fünf Kilometer von Saint-Sever entfernt liegt. Der Verein wurde ursprünglich als Union Sportive Eyres (USE) gegründet und nach einem Zusammenschluss der drei Dörfer Eyres, Fargues und Coudures in EFC Basket umbenannt. 
Am Ende der Saison 2001/02 musste der Verein den Aufstieg in die zweite Liga wegen fehlender Verwaltungsstrukturen ablehnen. Dies führte am Ende der Saison 2002/03 zur Gründung des Entente féminine club basket Landes (EFCBL), der Basket Landes. 
In der Saison 2008/09 gewann der Verein die Meisterschaft in der zweithöchsten französischen Spielklasse (NF1) und stieg in die Ligue Féminine de Basketball auf.
Am 1. April 2015 bestritt Basket Landes sein letztes Spiel in der Laloubère-Halle in Saint-Sever. Zur Saison 2015/16 zog der Verein dann in den Espace François-Mitterrand in Mont-de-Marsan um.

## Erfolge
Im Mai 2021 erreichte Basket Landes zum ersten Mal in seiner Geschichte das Finale der französischen Meisterschaft und wurde anschließend durch einen 72:64-Sieg gegen Lattes Montpellier französischer Meister. Im folgenden Jahr gewann der Verein nach zwei Verlängerungen den französischen Pokal. Dieser Titel konnte in der darauffolgenden Saison erfolgreich verteidigt werden.
Am 16. Mai 2025 wurde Basket Landes zum zweiten Mal in seiner Geschichte nach einem 2:1-Sieg in der Finalserie über Tarbes Gespe Bigorre französischer Meister. Im Gegensatz zu seinem ersten Titel fand dieser Titelgewinn zu Hause vor eigenem Publikum statt.